# Joseph Jackson (atleta)
Joseph James William Jackson (Maisons-Laffitte, 11 novembre 1904 – Rueil-Malmaison, 13 giugno 1981) è stato un velocista francese.
Ha partecipato ai Giochi di Parigi 1924 e di Amsterdam 1928, gareggiando in vari eventi di velocità.